# 萊西 (阿肯色州)
萊西（英語：Lacey）是位於美國阿肯色州德魯縣的一個非建制地區。該地的面積和人口皆未知。

## 地理
萊西的座標為33°27′18″N 91°50′48″W / 33.45500°N 91.84667°W，而該地的平均海拔高度為60米（即210英尺）。